# Zhang Jike
Zhang Jike (chiń. upr. 张继科; chiń. trad. 張繼科; pinyin Zhāng Jìkē; ur. 16 lutego 1988 w Binzhou) – chiński tenisista stołowy, trzykrotny mistrz olimpijski, siedmiokrotny mistrz świata.

## Sukcesy
- Mistrz olimpijski w grze pojedynczej (2012)
- Mistrz świata w grze pojedynczej (2011, 2013)
- Zdobywca pucharu świata (2011, 2014)
- Trzykrotny Mistrz świata w turnieju drużynowym z drużyną chińską (2010, 2012, 2014)
- Wicemistrz świata w mikście (2009)
- Dwukrotnie brązowy medalista mistrzostw świata w grze podwójnej (2009, 2011)
- Zdobywca drugiego miejsca w Pucharze Świata (2010)
- Pięciokrotne zdobycie pierwszego miejsca w turniejach World Tour.